# Navajo Nation
Navajo Nation (indtil 1969 kaldet Navajo Indian Reservation) er et delvist autonomt område, der administreres af oprindelige amerikanere fra navajostammen. Det administrative centrum for Navajo Nation er byen Window Rock, Arizona, USA.
Det er det største indianerreservat i USA, beliggende 416 km nordøst for Phoenix i Apache County, Coconino County og Navajo County, samt i Utah og New Mexico.
Navajo-stammen er den største indianerstamme i Nordamerika. Den er kendt for at sælge tæpper, sølvsmykker, kurvevævning.
Navajo Nation er med et areal på 45.000 km² (lidt større end Danmark) det største selvstyreområde i USA, og er hjemsted for næsten 75.000 Navajo-indianere.
Næsten i centrum af Navajo Nation ligger Hopi-reservatet, som dækker flere tusinde km².